# Blues Pills
Blues Pills és una formació internacional de blues rock i rock dur formada a la ciutat sueca d'Örebro l'any 2011. El grup està format per la cantant sueca Elin Larsson, el guitarrista francés Dorian Sorriaux, el baixista estatunidenc Zack Anderson i el bateria suec André Kvarnström, qui va substituir el bateria Cory Berry poc després del llançament del seu primer àlbum homònim, Blues Pills. Abans de la publicació d'aquest àlbum amb la discogràfica alemanya Nuclear Blast, havien publicat tres EP i dos singles.
Components de la banda

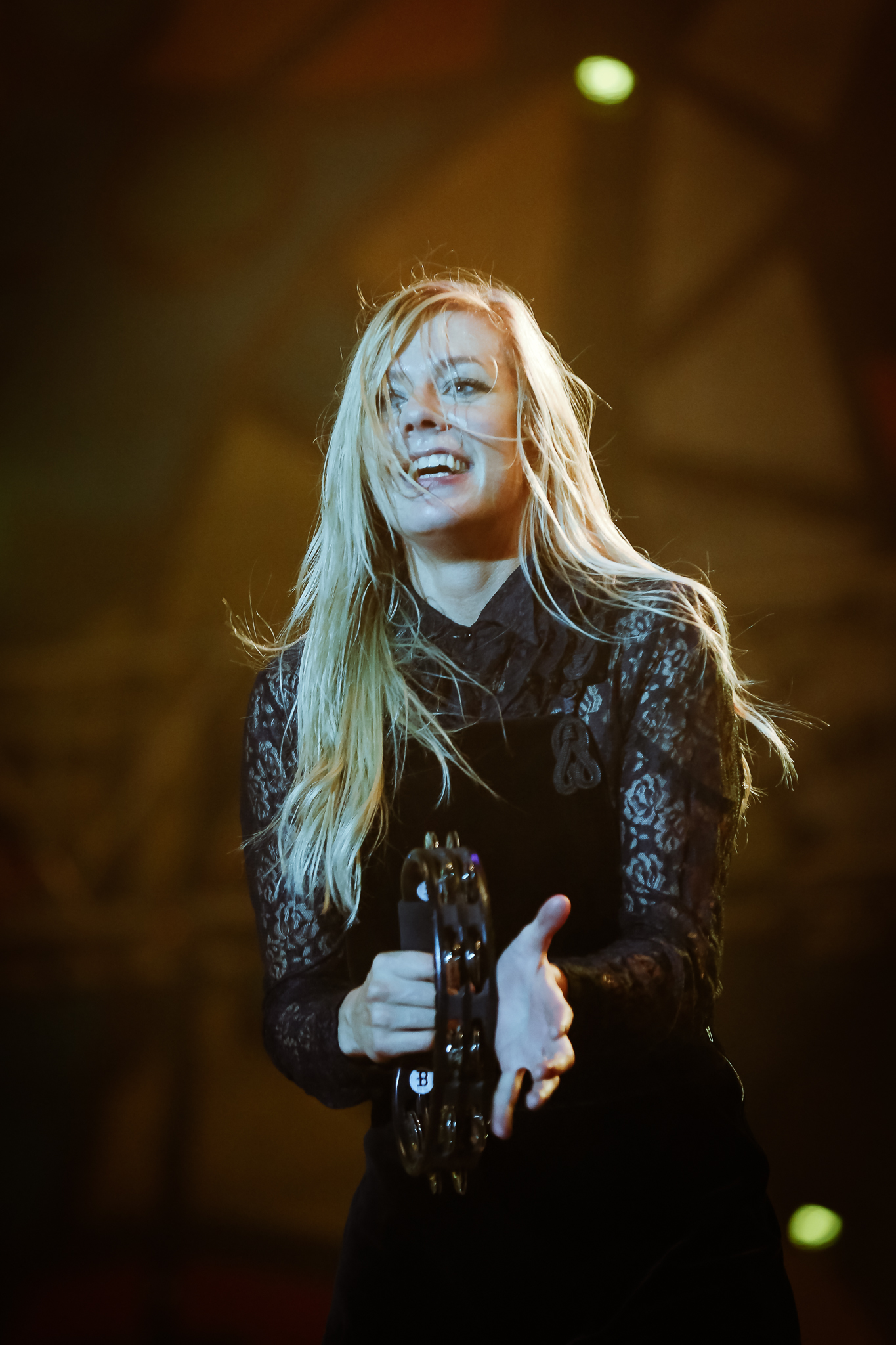
Elin Larsson (veu)
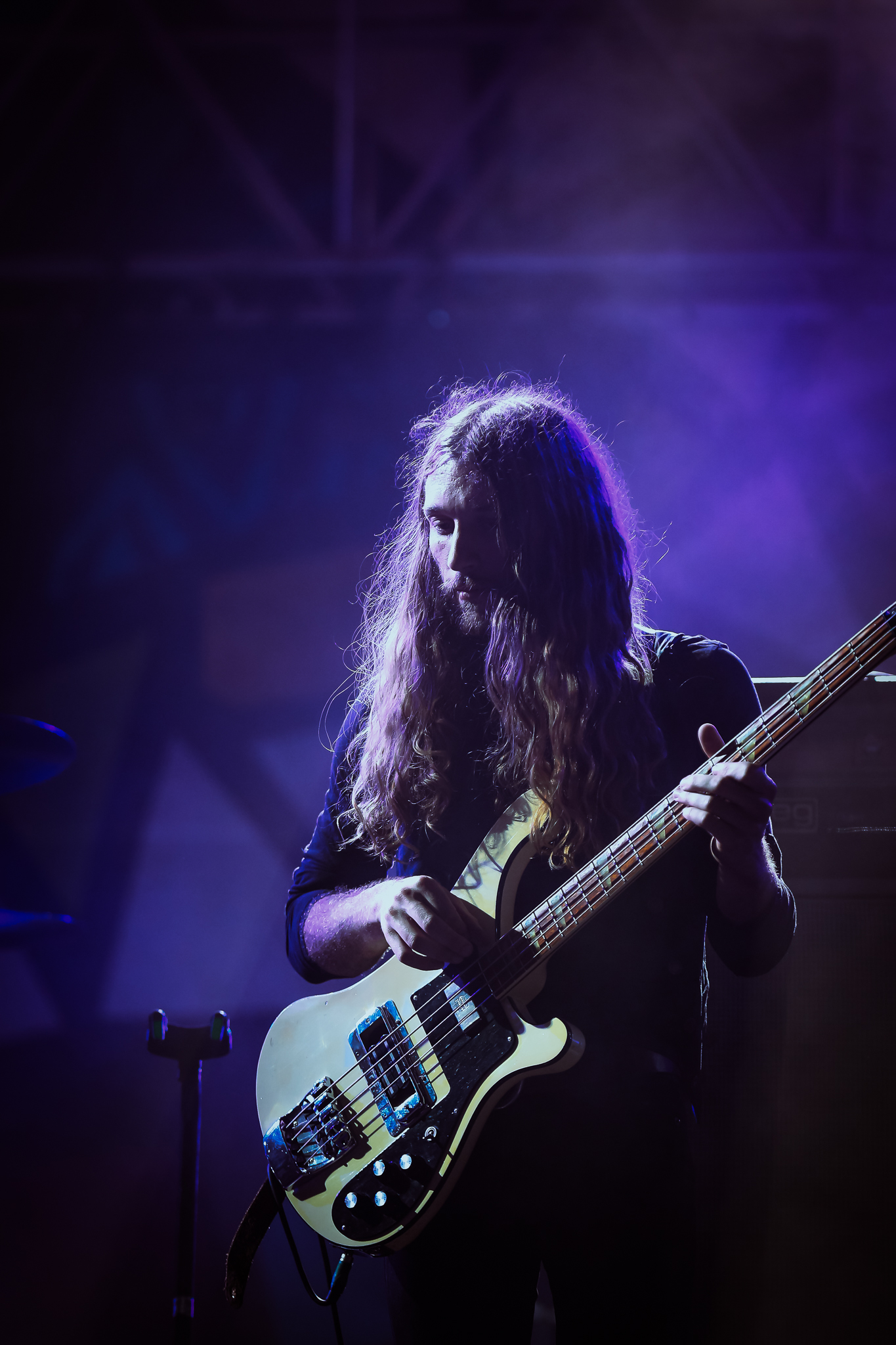
Zack Anderson (baix)